# Каск, Рейчел
Рейчел Каск (англ. Rachel Cusk; род. 8 февраля 1967, Саскатун, Саскачеван, Канада) — британская писательница. Наибольшую известность ей принесли личные мемуары A Life's Work: On Becoming a Mother (2003) и Aftermath: On Marriage and Separation (2012), а также автофикшн-трилогия «Контур», «Транзит» и «Kudos» (2014—2018). Каск является обладательницей ряда литературных наград, включая Уитбредовскую премию за лучший первый роман (1993), премию Сомерсета Моэма (1998) и премию «Фемина» (2022).

## Биография

### Ранние годы
Рэйчел Каск родилась 8 февраля 1967 года в канадском Саскатуне, в провинции Саскачеван, но бо́льшую часть раннего детства провела в Лос-Анджелесе, штат Калифорния, США. Её родители, выходцы из английского среднего класса, уехали из Великобритании в Канаду вскоре после свадьбы. Мать Кэролин, когда-то студентка престижного Колледжа Святого Мартина, происходила из большой католической семьи родом из Хартфордшира. Отец Питер, бухгалтер по профессии, изначально будучи протестантом из Йоркшира, обратился в католицизм ещё до женитьбы. Помимо Рейчел, их второго ребёнка, они воспитывали старшую дочь и двух сыновей.
В 1974 году семья переехала в Великобританию и обосновалась в аграрном Суффолке. В 1978 году, следуя по стопам старшей сестры, Каск начала учиться в St Mary's Convent, частной католической школе-интернате для девочек, расположенной в Кембридже. После окончания школы она поступила в Оксфордский университет, где изучала английскую словесность в Новом колледже. Там же, в Оксфорде, она впервые встретила своего будущего мужа Эдриана Кларка.

### Творческий путь
В возрасте 26 лет Рейчел Каск выпустила дебютное произведение «Спасая Агнес» (Saving Agnes, 1993), за которое получила Уитбредовскую премию в категории «Лучший первый роман». Книга написана в жанре романа воспитания, в котором главная героиня, молодая жительница Лондона, пытается найти себя и своё место в запутанной взрослой жизни. В том же ключе выстроен второй роман Каск The Temporary (1995). Третья её публикация, сатирический роман «Сельская жизнь» (1997), навеяна работами Шарлотты Бронте «Джейн Эйр» и Стеллы Гиббонс «Неуютная ферма». Он принёс писательнице вторую литературную награду — премию Сомерсета Моэма.
С рождением первого ребёнка Каск переключилась на тему брака и родительства. В 2001 году, когда она была беременна во второй раз, из под её пера вышли дебютные мемуары «Дело жизни» (A Life's Work: On Becoming a Mother), посвящённые материнским трудностям. «Я часто думаю о том, что люди не заводили бы детей, если бы знали, каково это», — писала она. Читательницы с похожим опытом восприняли книгу неоднозначно: некоторые были возмущенны её радикальной откровенностью, другие благодарны за то, что автор выразила их собственные чувства. Критики, в свою очередь, хвалили её за ум, юмор и выверенный стиль. В рецензии для газеты «Нью-Йорк таймс» Элисса Шаппелл резюмировала: «в том, что Каск, по-видимому, обрела, родив ребёнка, больше глубины, чем иной раз проявляется в её романах». В последовавших за мемуаром художественных произведениях того периода судьба женских персонажей Каск также пронизана фатализмом. Так, сборник рассказов «Счастливчики» (2003) открывается сценой родов несправедливо заключённой в тюрьму молодой женщины, а в сатирическом романе «Арлингтон Парк»  (Arlington Park, 2006) материнство в провинциальной Англии приравнивается к самоуничтожению. Оба текста попали в шорт-листы литературных премий: «Счастливчики» вошли в список Уитбредовской премии, а «Арлингтон Парк» — женской премии «Оранж». Кроме того, в 2003 году литературный журнал Granta включил Каск в перечень 20 лучших молодых британских романистов.
Не менее нашумевшей, чем «Дело жизни», работой стали ещё одни мемуары «Последствия: о браке и расставании» (2012), где Каск рассказывает о своём разводе с фотографом Эдрианом Кларком, отцом её детей. Книга получила статус бестселлера, но вместе с тем собрала негативные отзывы в британской прессе. Самую разгромную рецензию напечатала газета «Сандей таймс», на страницах которой автора винили в высокомерии и нарциссизме и критиковали за двойственное отношение к материнству. По словам Каск, такой отклик истощил её настолько, что более двух лет она была не способна вернуться к письму.
Международное признание пришло к ней с публикацией следующего произведения, первой части так называемой «Контурной трилогии», сконцентрированной вокруг Фэй, писательницы из Лондона и недавно разведённой матери двух сыновей. Трилогию составили романы «Контур» (2014), «Транзит» (Transit, 2016) и «Kudos» (2018). То, как были встречены её мемуары, побудило Каск пересмотреть свой творческий метод: она искала способ рассказать о личном опыте, не выставляя себя напоказ. Исходя из этого, все три книги построены на череде разговоров, где главной героине отведена роль слушательницы. Эксперимент увенчался успехом: «Контур» попал в шорт-листы британских литературных премий «Бейлис», «Фолио» и «Голдсмитс» и вошёл в списки лучших книг XXI века по версиям таких изданий, как «Нью-Йорк таймс», «Гардиан» и Vulture. Критики нарекли работу «переизобретением» романа и одной из вершин жанра автофикшн. Как отметила обозревательница журнала The Nation Мэгги Доэрти: «В отличие от иных современных практиков [автофикшна] — Бена Лернера, Карла Уве Кнаусгора, Шилы Хети, — которые черпают материал [для своих текстов] из собственной жизни, Каск в основном черпает из жизни других. Она также порывает с более давней традицией женского исповедального письма, тянущейся от Энн Секстон и Сильвии Плат до Элизабет Вурцель и Лесли Джеймисон». Автор еженедельника «Нью-Йоркер» Джудит Турман сравнила «Контурную трилогию» с художественно-документальной прозой Светланы Алексиевич: «Каск критикуют за игнорирование политики и социального неравенства, а центральная катастрофа в её творчестве — семейная жизнь. Но её вымышленные „устные истории“ крайне чувствительны к тому, как люди изводят друг друга».
В 2021 году вышел 11-й роман Каск «Второе место», вдохновлённый мемуарами меценатки Мэйбл Додж «Лоренцо в Таосе», в которых та рассказывает о визите Дэвида Герберта Лоренса в свою Таосскую художественную колонию. Его перевод на французский язык, выполненный Бландин Лонгр (фр. Blandine Longre), получил литературную премию «Фемина» за лучшее зарубежное произведение. Следующий роман Каск Parade был опубликован в 2024 году. В нём автор переплетает истории нескольких персонажей и поднимает темы свободы, искусства, семьи и гендерных ролей, определяющие её творчество. Работа была удостоена премии университета Голдсмитс.
Некоторое время Каск преподавала креативное письмо в Кингстонском Университете в Лондоне. Помимо романов и мемуаров, она является автором ряда эссе и коротких рассказов. В 2015 году она написала свою версию трагедии Еврипида «Медея», по которой Руперт Гулд поставил спектакль в лондонском театре «Алмейда»; в её трактовке — «провокационной» для публики, с точки зрения режиссёра Гулда и самой Каск, — Медея не убивает своих детей, чтобы отомстить Ясону.

### Личная жизнь
Первый муж Рейчел Каск был банкиром, их брак оказался недолгим. В течение 13 лет она находилась в отношениях с фотографом и бывшим юристом Эдрианом Кларком, в браке с которым у неё родились две дочери-погодки, Альбертин и Джесси. Её третий муж — британский художник Симон Скамелл-Кац.
В конце 2020 года в связи с выходом Великобритании из Евросоюза Каск вместе с супругом переехали в Париж.

## Публикации

### Романы
- Rachel Cusk. Saving Agnes. — London: Macmillan, 1993. — ISBN 978-0571272105.
- Rachel Cusk. The Temporary. — London: Macmillan, 1995. — ISBN 978-0333628034.
- Rachel Cusk. The Country Life[англ.]. — London: Picador[англ.], 1997. — ISBN 978-0312198480.
- Rachel Cusk. The Lucky Ones[англ.]. — London: Fourth Estate, 2003. — ISBN 978-1857029123.
- Rachel Cusk. In the Fold. — New York: Little, Brown and Company, 2005. — ISBN 978-0316058278.
- Rachel Cusk. Arlington Park[англ.]. — New York: Farrar, Straus and Giroux[англ.], 2006. — ISBN 978-0374100803.
- Rachel Cusk. The Bradshaw Variations. — London: Faber & Faber, 2009. — ISBN 978-0571233588.

The Outline Trilogy:
- Rachel Cusk. Outline. — London: Faber & Faber, 2014. — ISBN 978-0374228347.
- Rachel Cusk. Transit. — London: Jonathan Cape, 2016. — ISBN 978-1910702628.
- Rachel Cusk. Kudos. — London: Faber & Faber, 2018. — ISBN 978-0571346721.

- Rachel Cusk. Second Place[англ.]. — London: Faber & Faber, 2021. — ISBN 978-0571366699.
- Rachel Cusk. Parade[англ.]. — London: Faber & Faber, 2024. — ISBN 978-0571377947.

### Мемуары и эссе
- Rachel Cusk. A Life's Work: On Becoming a Mother. — London: Picador, 2001. — ISBN 978-0312311308.
- Rachel Cusk. The Last Supper: A Summer in Italy. — New York: Farrar, Straus and Giroux, 2009. — ISBN 978-0374184032.
- Rachel Cusk. Aftermath: On Marriage and Separation[англ.]. — New York: Farrar, Straus and Giroux, 2012. — ISBN 978-0374102135.
- Rachel Cusk. Coventry: Essays. — New York: Farrar, Straus and Giroux, 2019. — ISBN 978-0374126773.
- Rachel Cusk; Siemon Scamell-Katz. Quarry. — London: Sylph Editions, 2021. — ISBN 978-1909631410.
- Rachel Cusk. Marble in Metamorphosis. — Molonglo, 2022. — ISBN 978-0987634429.

### На русском языке
«Контурная трилогия»:
- Контур / пер. с англ. С. Кузнецовой; под ред. А. Гайденко. — М.: Ad Marginem, 2021. — 184 с. — ISBN 978-5-91103-526-6.
- Транзит / пер. с англ. А. Басовой; под ред. А. Гайденко. — М.: Ad Marginem, 2022. — 200 с. — ISBN 978-5-91103-601-0.
- Kudos / пер. с англ. А. Басовой; под ред. А. Гайденко. — М.: Ad Marginem, 2022. — 184 с. — ISBN 978-5-91103-610-2.

- Второе место / пер. с англ. А. Басовой; под ред. А. Гайденко. — М.: Ad Marginem, 2023. — 144 с. — ISBN 978-5-91103-709-3.
- Ковентри / пер. с англ. А. Басовой. — М.: Ad Marginem, 2024. — 200 с. — ISBN 978-5-91103-769-7.

## Экранизации
- «Домашняя жизнь[фр.]» (фр. La Vie domestique, 2013, Франция) — фильм Изабель Чайки[фр.], снятый по роману Arlington Park[англ.][21].

## Награды и номинации
- 1993 — Уитбредовская премия за лучший первый роман (Saving Agnes), победа[6].
- 1998 — Премия Сомерсета Моэма (The Country Life[англ.]), победа[22].
- 2003 — Уитбредовская премия за лучший роман (The Lucky Ones[англ.]), шорт-лист[3].
- 2005 — Букеровская премия (In the Fold), лонг-лист[23].
- 2007 — Женская премия «Оранж» (Arlington Park[англ.]), шорт-лист[3].
- 2014 — Премия Голдсмитс[англ.] («Контур[англ.]»), шорт-лист[24].
- 2015 — Премия «Фолио»[англ.] («Контур»), шорт-лист[25].
- 2015 — Женская премия за художественную литературу «Бейлис» («Контур»), шорт-лист[26].
- 2015 — Премия Гиллера[англ.] («Контур»), шорт-лист[1].
- 2015 — Премия генерал-губернатора за англоязычную художественную литературу («Контур»), шорт-лист[27].
- 2016 — Премия Голдсмитс («Транзит»), шорт-лист[28].
- 2017 — Премия Гиллера[англ.] («Транзит»), шорт-лист[29].
- 2018 — Премия Голдсмитс («Kudos»), шорт-лист[30].
- 2021 — Букеровская премия («Второе место[англ.]»), лонг-лист[15].
- 2021 — Премия генерал-губернатора за англоязычную художественную литературу («Второе место»), шорт-лист[27].
- 2022 — Премия «Фемина» за лучший зарубежный роман («Второе место», фр. La Dépendance, пер. с англ. Blandine Longre), победа[16].
- 2024 — Премия Малапарте[англ.][31].
- 2024 — Премия Голдсмитс (Parade[англ.]), победа[18].